# Boophis lichenoides
Boophis lichenoides is een kikker uit de familie gouden kikkers (Mantellidae). De soort werd voor het eerst wetenschappelijk beschreven door Denis Vallan, Frank Glaw, Franco Andreone en John Everett Cadle in 1998. De soort behoort tot het geslacht Boophis.

## Leefgebied
De kikker is endemisch in Madagaskar. De soort leeft voornamelijk in het oosten van het eiland op een hoogte van 50 tot 900 meter boven zeeniveau.

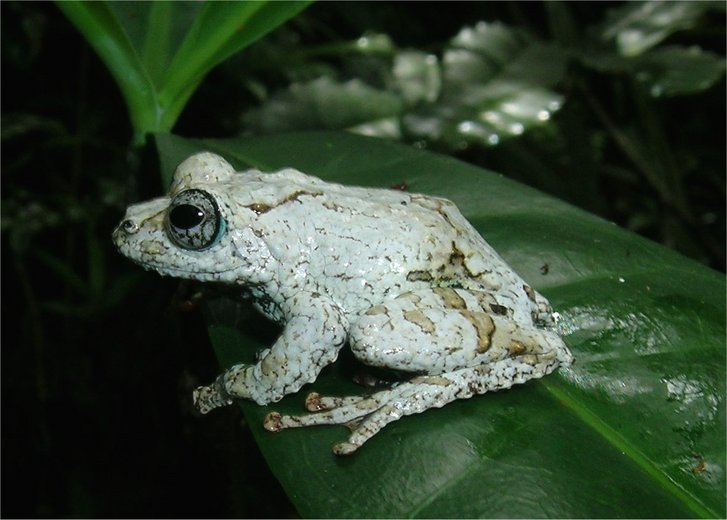